# Grand incendie de Meireki
 (novembre 2023).
Si vous disposez d'ouvrages ou d'articles de référence ou si vous connaissez des sites web de qualité traitant du thème abordé ici, merci de compléter l'article en donnant les références utiles à sa vérifiabilité et en les liant à la section « Notes et références ».
Le grand incendie de Meireki (明暦の大火, Meireki no taika), connu également sous le nom d'incendie du furisode, est une importante conflagration qui frappa la ville d'Edo (aujourd'hui Tokyo) au Japon, le 2 mars 1657 et dura trois jours. Le sinistre ravagea entre 60 et 70 % de la ville et fit 100 000 victimes. Il doit son nom à l'ère Meireki durant laquelle il se déroula.

## Déroulement
Tout commença le 18e jour de l'année, dans le quartier de Hongō à Edo, où la légende raconte qu'il fut causé par des moines bouddhistes qui souhaitaient se débarrasser d'un kimono à manches longues (furisode) réputé « diabolique » (il provoquait la mort de tous ceux qui le portaient : trois adolescentes l'ayant auparavant endossé étaient ainsi passées de vie à trépas), en essayant de le brûler ; une saute de vent soudaine provoqua l'embrasement du temple. Depuis, on donne également à la catastrophe le surnom d'« incendie aux longues manches ».

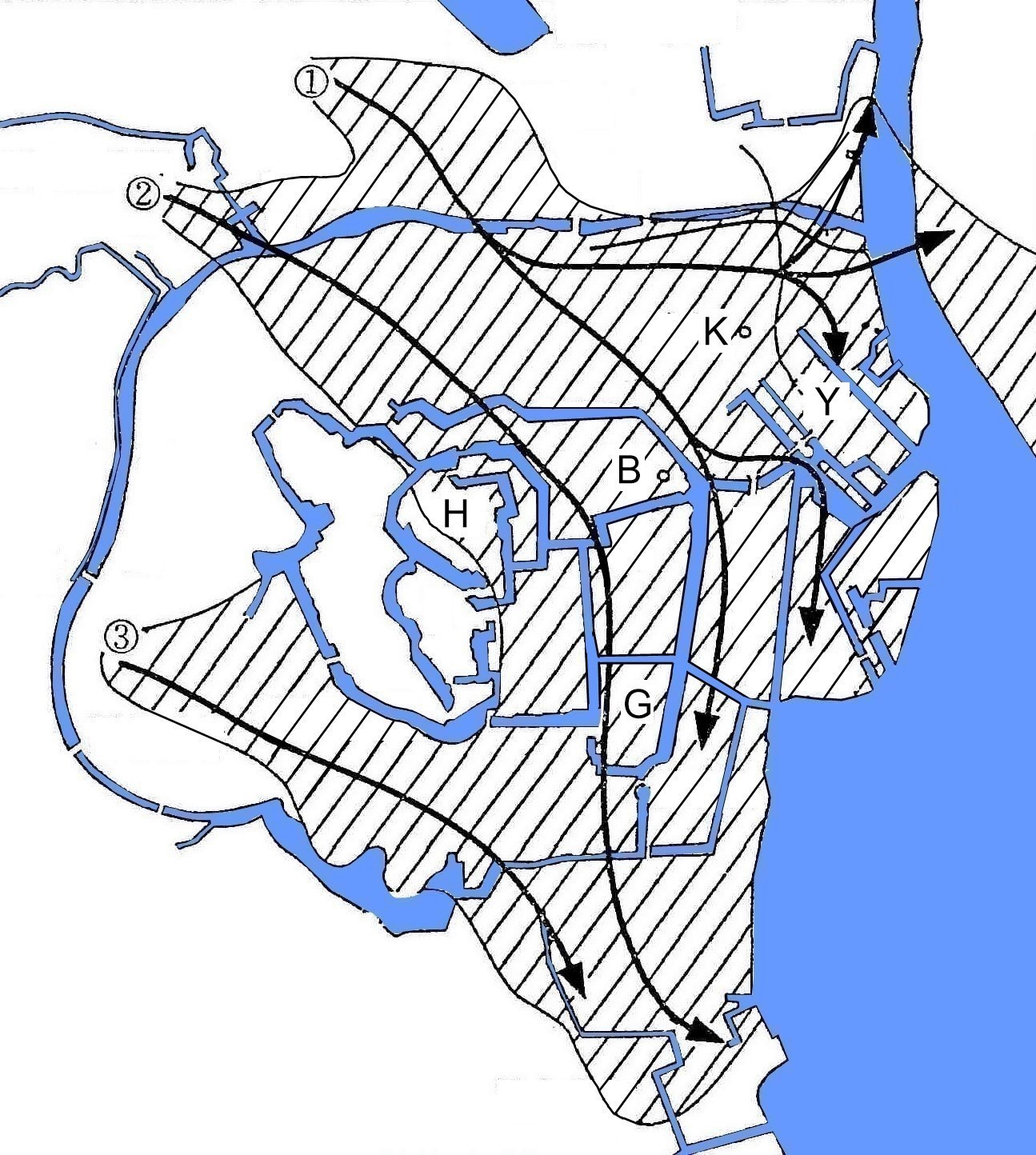
Zone détruite par l'incendie. Les flèches représentent le trajet des flammes.

Le feu se propagea à l'ensemble de la ville par un fort ouragan soufflant du nord-ouest. Edo, comme la plupart des villes japonaises de l'époque, et comme beaucoup de celles existant alors en Asie de l'Est, était construite essentiellement à partir de bois et de papier. Cette année-là, les bâtiments étaient particulièrement secs en raison de la sècheresse de l'année précédente. De plus, les routes et les espaces libres entre les édifices étaient étroits, ce qui permit au feu de se propager et se développer rapidement (ce genre de défaut de conception n'était pas spécifique à l'Asie, les villes d'Europe connurent également ce problème : le grand incendie de Londres neuf ans plus tard en sera le révélateur).
Il existait bien des unités de lutte anti-incendie appelées hikeshi (火消し, « extinction »), constituées vingt et un ans plus tôt, mais leur manque d'effectifs et de moyens, ainsi que la méconnaissance de leur existence par une partie de population, fit que ces dernières ne purent venir à bout du sinistre. Un canal d'amenée d'eau existait aussi (l'aqueduc de Tamagawa), mais il se révéla insuffisant.
Au soir du deuxième jour, le vent changea de direction, le feu se propagea du sud de la ville vers son centre. À Kōjimachi, des propriétés appartenant au shogun furent détruites, puis l'incendie menaça directement le château d'Edo. Finalement l'essentiel du bâtiment fut préservé des flammes.
Au troisième jour, le vent baissa d'intensité, l'incendie se calma. Cependant, pendant plusieurs jours encore, la fumée fut telle qu'elle rendit impossible tout déplacement, toute évacuation des corps des victimes, et tout début de reconstruction.
Il faudra attendre le 24e jour de l'année, soit six jours après le début de l'incendie, pour que les moines et les autres survivants commencent à transporter les corps sur la rivière Sumida à Honjō, une communauté située à une courte distance en dehors de la ville. Là, des puits furent creusés dans lesquels les cadavres furent enterrés. Depuis, l'Ekō-in, une salle de prière pour les morts, a été construite sur le site.

## Reconstruction
La reconstruction d'Edo prit deux ans, et le shogunat profita de l'occasion pour réorganiser la ville en fonction de diverses considérations pratiques. Sous la direction du rōjū Matsudaira Nobutsuna, les rues furent élargies et certains districts redessinés et réorganisés ; une attention particulière fut prise pour restaurer le centre marchand d'Edo, ce qui permit de protéger et de renforcer dans une certaine mesure l'ensemble de l'économie nationale. Roturiers et samouraïs reçurent des fonds accordés par le gouvernement pour aider à la reconstruction de leurs maisons.
La restauration du château du shogun fut réalisée en dernier. La zone située autour de celui-ci a été réorganisée de manière à laisser plus d'espaces entre les bâtiments comme des coupe-feu. Des maisons d'habitation furent éloignées du château, et un certain nombre de temples et de sanctuaires ont été reconstruits vers les bords de la rivière.
Le grand incendie de Meireki est l'une des plus grandes catastrophes de l'histoire japonaise, le nombre de morts et les destructions causées par le sinistre est très comparable à celui subi dans lors du tremblement de terre de Kantō de 1923 et les bombardements de Tōkyō à la fin de la Seconde Guerre mondiale en 1945.
Dans son livre Effondrement, Jared Diamond fait référence au grand incendie de Meireki dans le chapitre consacré à la période Tokugawa. Il y parle de la déforestation croissante du Japon liée à la croissance rapide de sa population et comment la reconstruction d'Edô après l'incendie fit prendre conscience aux autorités du besoin urgent d'une gestion plus efficace de ses ressources forestières et d'un plus grand contrôle de sa démographie.

## Galerie

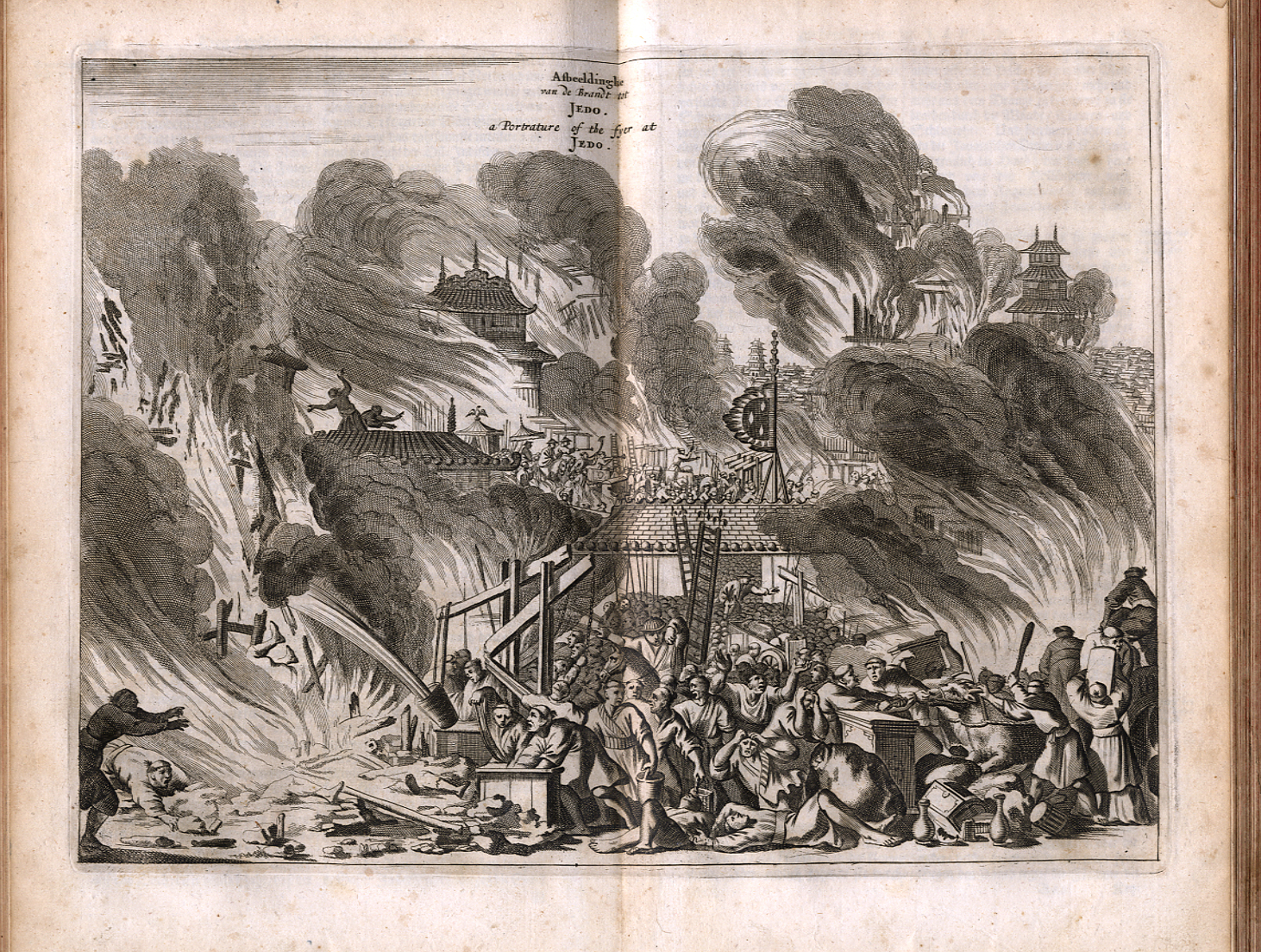
Gravure de l'incendie par Arnoldus Montanus (nl) (1669).
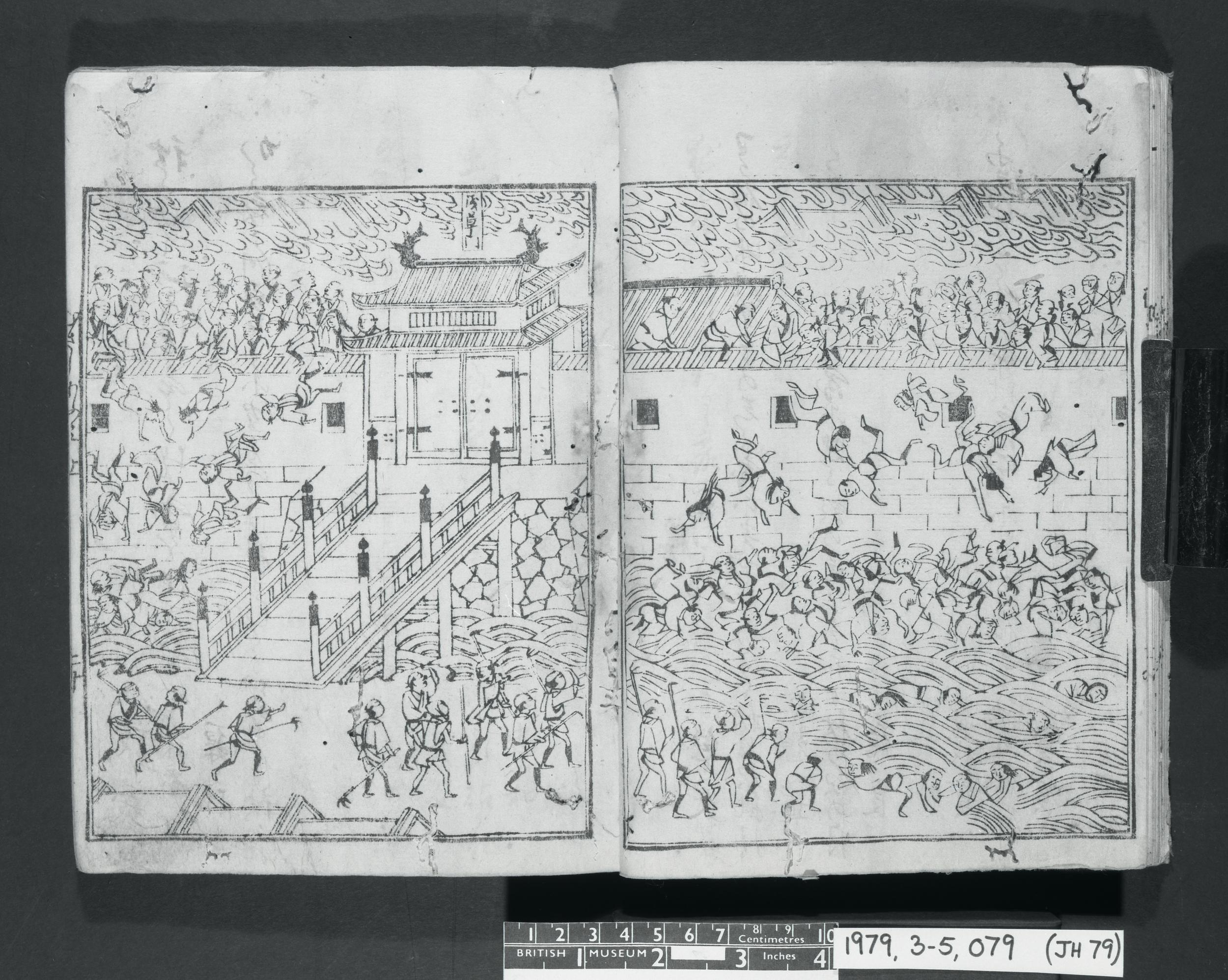
Gravure sur bois représentant des habitants d'Edo se jetant dans les flots pour fuir les flammes (1661, Musashi abumi). Remarquez que la porte des murailles semble verrouillée.
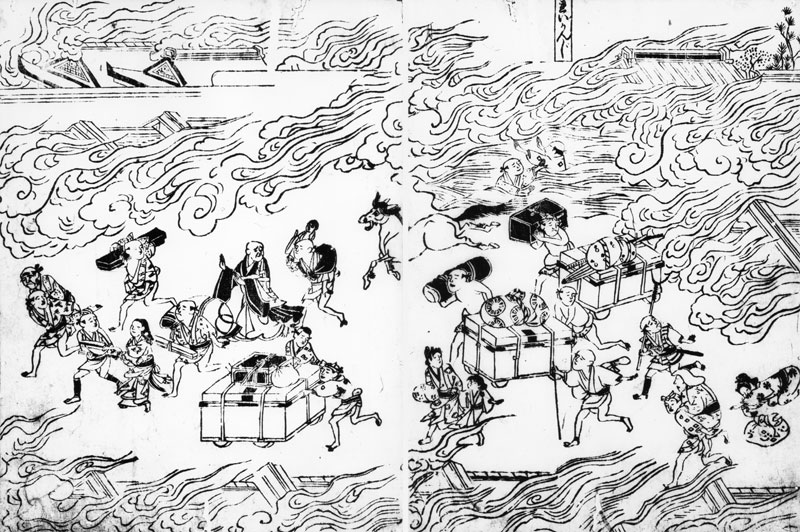
Habitants fuyant l'incendie en emportant leurs affaires dans des tansu sur roues (1661, Musashi abumi).
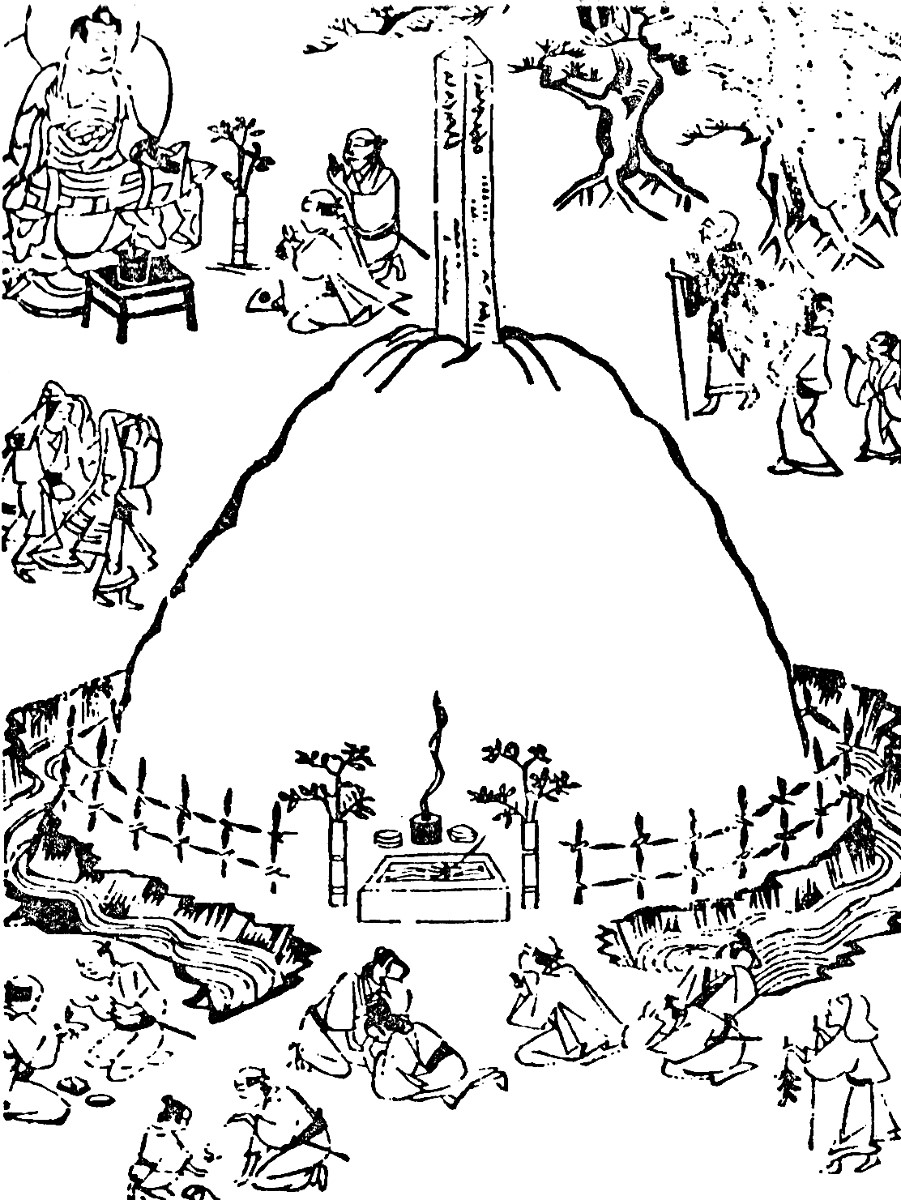
Banninzuka (« Tertre du million d'âmes ») en mémoire des victimes au Ekō-in.
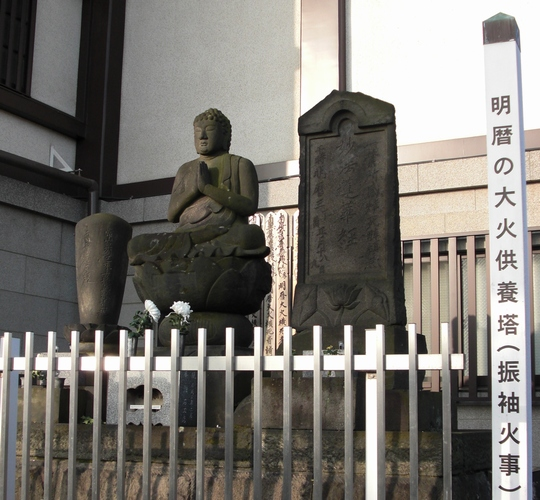
Stūpa mémorial de l'incendie au Honmyōji (ja).
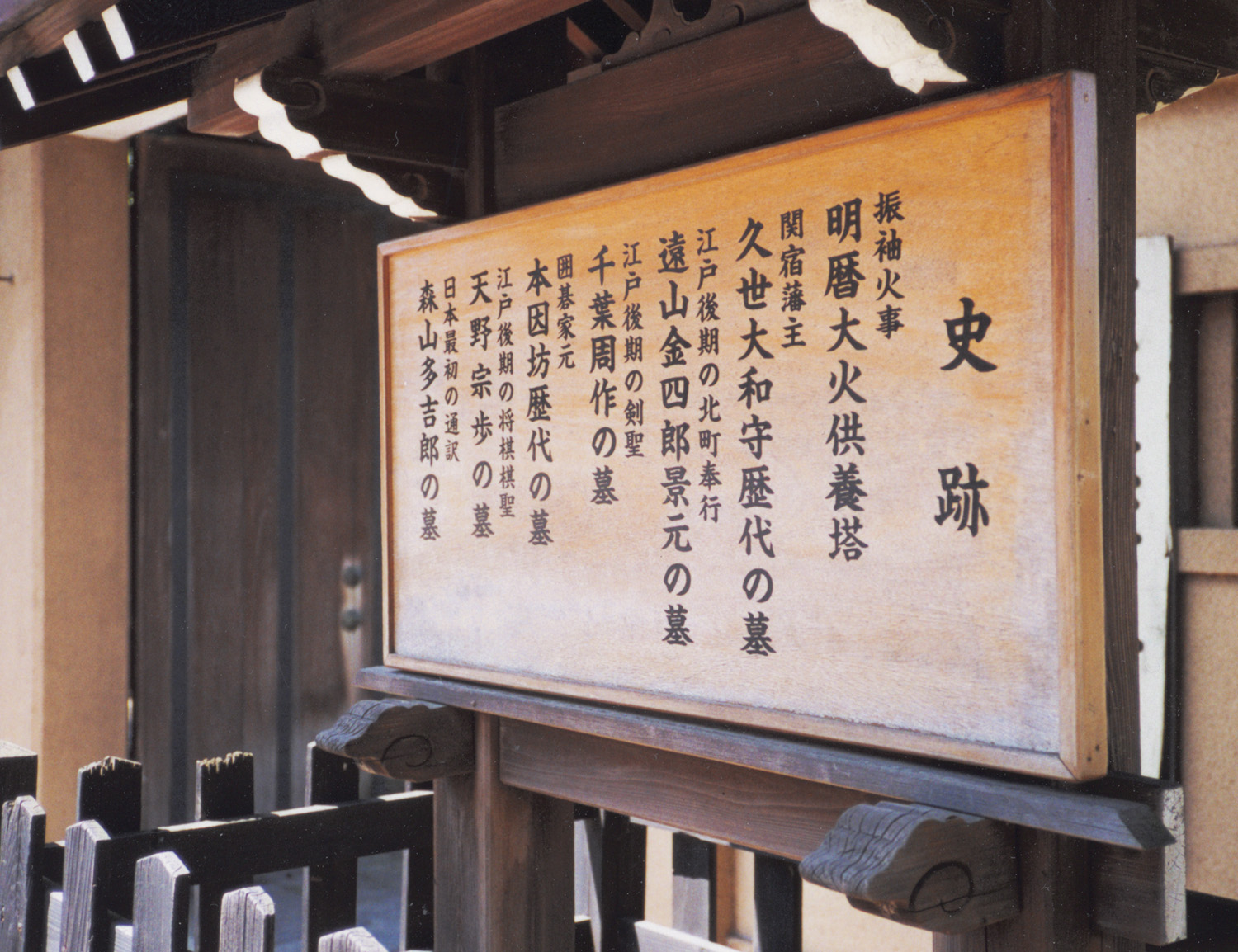
Mémorial aux victimes à Sugamo.